# Адамс, Джон Бодкин
Джон Бо́дкин А́дамс (англ. John Bodkin Adams; 1899—1983) — врач из британского города Истборн. В 1956 он был арестован за убийство двух пациентов, но суд признал его невиновным. Всего было выявлено 163 случая смерти пациентов Адамса при подозрительных обстоятельствах.

## Биография
Адамс родился в Рандалстауне в Северной Ирландии, в семье членов протестантской секты (церкви)  «Плимутские братья». Он изучал медицину в Белфасте и после получения диплома врача начал работу терапевтом в 1922 году в Истборне. Там он встретил Роланда Гвина, аристократа и мэра Истборна с 1929 — 1932, и стал его любовником.
Скоро собрал многих богатых пациентов, но возникли слухи о его методах и о том, что многие его старые пациенты умерли, завещав ему своё имущество и большие суммы денег.
Когда его арестовали в 1956 году, после смерти пятидесятилетней Гертруды Халлетт, он был богатейшим врачом в Великобритании. Расследование выявило 163 случая смерти пациентов при подозрительных обстоятельствах, в том числе после большой дозировки морфия, героина или барбитуратов. 132 из них завещали ему имущество или деньги. Полиция также выявила, что Адамс присутствовал при смерти Эдварда Кавендиша, 10-го Герцога Девоншира — шурина Гарольда Макмиллана, 65-го премьер-министра Великобритании (с 1957 по 1963).
Адамс был обвинён только в двух убийствах — Халлет и другой вдовы Идит Алис Моррелл. В 1957 году после 17-дневнего процесса присяжные объявили его невиновным.
Адамса признали виновным на другом процессе — за фальсификацию рецептов, предоставление ложных данных на формах для кремаций и за отсутствие журнала опасных лекарств, прописанных им.